# ダッチ・シュルツ 最期のことば
『ダッチ・シュルツ　最期のことば』（The last words of Dutch Schultz）は、ウィリアム・S・バロウズによる、シナリオ形式の文学作品。1969年に初版刊行。日本では、山形浩生によって翻訳され、1992年末に白水社から出版された。

## 作品
実在のギャング、ダッチ・シュルツは今際の際に相互に無関係な幾つもの言葉を呟き、その言葉は警察の速記者によって記録された。ダッチ・シュルツが断末魔に見た夢を、バロウズが、この記録から想像して書いたのが本作である。
子供のころから死に至る事件までの回想が、まさにフラッシュバックのように語られる。人は死ぬときに走馬灯のように自分の一生を思い出すとよく言われるが、この作品はまさにそのような感覚の再現として読むことができ、シナリオ形式というスタイルはこのような感覚を表現するのに適していると言えよう。

## ジャンル
"A Fiction in the Form of a Film Script"という副題が付記されていて、この箇所は邦訳では「映画シナリオ形式の小説」と訳された。英語版wikipediaでも、"novel"とされている。しかし、fictionとは虚構のことであり、「小説＝novel」より意味が広い。脚本形式だから戯曲に分類することも不可能ではない。ただし、起承転結のような劇的構成をもつテキストというより、イメージの連鎖・羅列という印象が強く、劇文学というのとはやや趣を異にする。

## 映画化について
もともと、映画製作のために書かれたのではなく、文学作品として書かれた。しかし、訳者あとがきには、ロバート・デ・ニーロの協力でジョン・マクノートンにより監督される企画があったと書かれている。この企画は実現しなかったが、後に、マクノートン監督、デ・ニーロ主演で「恋に落ちたら…」という映画が撮られた。
2001年に、オランダで、ヘリット・ファン・ダイク監督によって映画化された。
デニス・ホッパーが映画化権を持っていた時期もあった。

## 邦訳版の装丁について
装幀　網野義彦